# واد تاوريرة
وادي تاوريرة بلدية جزائرية في ولاية سيدي بلعباس شمال غرب الجزائر.